# HMS Hood (51)
HMS Hood je bila britanska bojna ladja iz obdobja druge svetovne vojne. Spadala je v razred britanskih bojnih križark Admiral. V ta razred so spadale še: HMS Anson, HMS Howe in HMS Rodney. Ladja je bila naročena leta 1916 še v času prve svetovne vojne. Po bitki pri Jutlandiji so zaradi novih spoznan njeno konstrukcijo drastično spremenili. Gradnja ladje je zaradi tega zamujala. Splovili so jo 22. avgusta 1918, v uporabo britanski kraljevi mornarici pa so jo predali 15. maja 1920. Ime je dobila po admiralu iz 18. stoletja, Samuelu Hoodu.
V medvojnem obdobju je bila največja bojna ladja na svetu, zaradi česar jo je poznal celi svet. Med novembrom 1923 in septembrom 1924 je v spremstvu ostalih križark obkrožila svet in obiskovala različne države. V letih 1929 in 1930 so ladjo temeljito modernizirali. Ladja je bila v tridesetih letih dvajsetega stoletja v stalni uporabi zato je postajala vedno bolj izrabljena kar je povzročalo določene težave še posebej pri njeni hitrosti. Ker je kazalo, da bo v kratkem izbruhnila vojna se je britanska mornarica ni upala začasno umakniti iz uporabe.
Ob izbruhu druge svetovne vojne je patruljirala v vodah okoli Islandije in Ferskih otokov. Septembra 1939 jo je zadela 250 kg letalska bomba, ki pa ni povzročila večje škode. Julija je sodelovala v operaciji Katapult v kateri je obstreljevala francosko ladjevje v Mers-el-Kabiru. Nato se je vrnila v vode okoli Velike Britanije ter jih varovala pred nemško invazijo. 
Maja se je na lov za zavezniškimi konvoji podala nemška bojna ladja Bismarck in težka križarka Prinz Eugen. HMS Hood v spremstvu nove ladje HMS Prince of Wales so poslali naj nemški ladji severno od Islandije prestreže ter jima prepreči vstop v Atlantik. Štiriindvajsetega maja sta se nemški in britanski ladji srečali v Danskem prelivu med Grelandijo in Islandijo. Vnela se je bitka v kateri sta si obe strani izmenjali številne strele in dosegle tudi nekaj zadetkov, ki pa za nobeno od ladij niso bili usodni. Nato pa je bila ob 06.00, samo enajst minut po tem ko se je začel boj, iz Bismarcka na razdalji 15 do 18 km na Hood izstreljena peta in zadnja salva. Ena izmed granat je Hood zadela v polno, ladja je v trenutku zadetka eksplodirala ter se v treh minutah potopila. Od 1,418 članov posadke so preživeli le trije.
Danes razbitine ladje, ki so bile odkrite leta 2001 ležijo 3,000m pod morsko gladino. Razbitine ladje so v skoraj neprepoznavnem stanju zaradi eksplozije streliva, do katere je prišlo med bojem. Kaj točno se je z ladjo dogajalo med bojem in kaj je vplivalo na njeno tako hitro potopitev še danes ni povsem pojasnjeno. 